# HT Eronet
HT Eronet, odnosno JP Hrvatske telekomunikacije d.d. Mostar, poduzeće je nastalo razdvajanjem Hrvatske pošte i telekomunikacija na Hrvatsku poštu (HP) i Hrvatske telekomunikacije (HT).

## Povijest
Od 1. siječnja 2003. godine počeo je samostalan rad Hrvatskih telekomunikacija d.o.o. Mostar (HT Mostar). Tako su postale jednim od triju nacionalnih operatora u Bosni i Hercegovini. Reorganizacijom Poduzeća, 24. studenoga 2006. godine, HT Mobilne d.o.o. (ERONET) pripojile su se HT-u Mostar i tako postale sastavni dio Javnoga poduzeća HT d.o.o. Mostar ili poznatije kao HT ERONET.
Skupština Poduzeća donijela je 1. travnja 2009. godine odluku o preregistraciji Poduzeća iz društva ograničene odgovornosti u dioničko društvo. Preregistracija je obavljena 8. lipnja 2009. godine, a dionice Poduzeća uvrštene su na Sarajevsku burzu.

## Vlasnička struktura
Vlasnici HT-a d.d. Mostar su: Federacija BiH (FBiH), Hrvatski Telekom d.d., Zagreb (T-HT, Zagreb), Hrvatska pošta d.d., Zagreb (HP, Zagreb) i mali dioničari.

## Profil tvrtke
HT d.d. Mostar pruža širok spektar usluga, koje su namijenjene privatnim i poslovnim korisnicima koji žele osuvremeniti, poboljšati i unaprijediti svoje poslovanje.
Stalnim tehnološkim razvojem, ulaganjem u infrastrukturu, sredstva i stručne kadrove, kao i korištenjem suvremene tehnologije HT d.d. Mostar omogućuje svojim korisnicima velik izbor telekomunikacijskih usluga, te brzu i kvalitetnu vezu s cijelim svijetom.

## Vanjske poveznice
- Službena stranica HT ERONET
- Službena stranica HT ERONET
- Službena stranica prepaid branda !hej